# گابریل ابرت
گابریل ابرت (به انگلیسی: Gabriel Ebert) بازیگر و خواننده آمریکایی است که از فیلم‌های معروف او می‌توان به بازی در خانواده فانگ و جین یک دوست پسر میخواهد اشاره کرد.